# Denza Z9
Der Denza Z9 ist ein batterieelektrischer Sportwagen aus dem ehemaligen Joint Venture von Mercedes-Benz Group und BYD Auto. Das Design stammt von dem ehemaligen Audi-Chef-Designer Wolfgang Egger.

## Geschichte
Der Wagen wurde als Shooting Brake GT (für Grand Tourer) im April 2024 vorgestellt, als Limousine im August 2024. In China begann der Vorverkauf des Shooting Brake im August 2024, der Marktstart war im September 2024. Die Limousine folgte im November 2024. Auf der Mailänder Design Woche im April 2025 wurde der Z9 GT für den europäischen Markt vorgestellt. Er soll in Deutschland Ende 2025 in den Handel kommen.

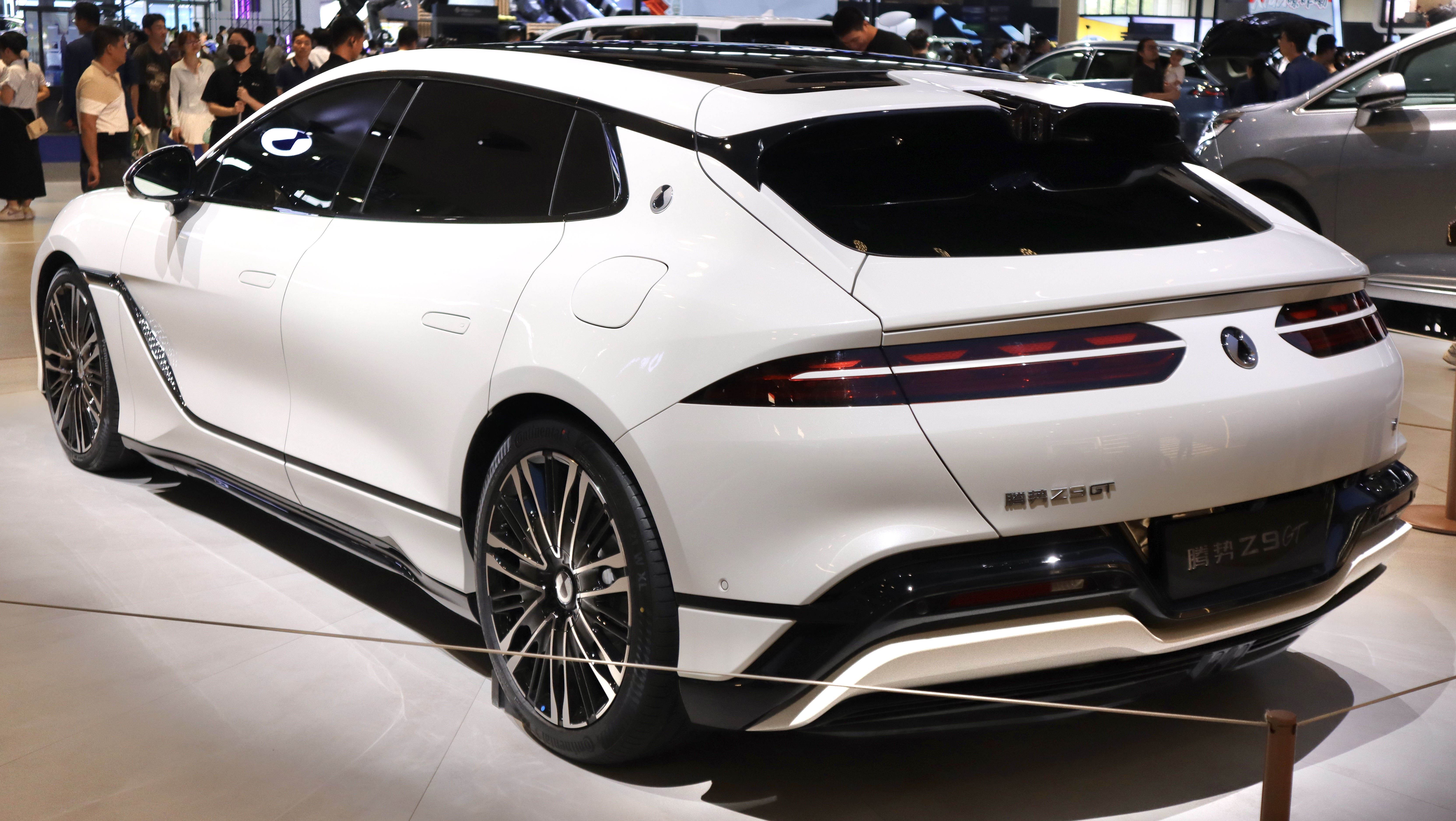
Denza Z9 GT, Heckseitenansicht
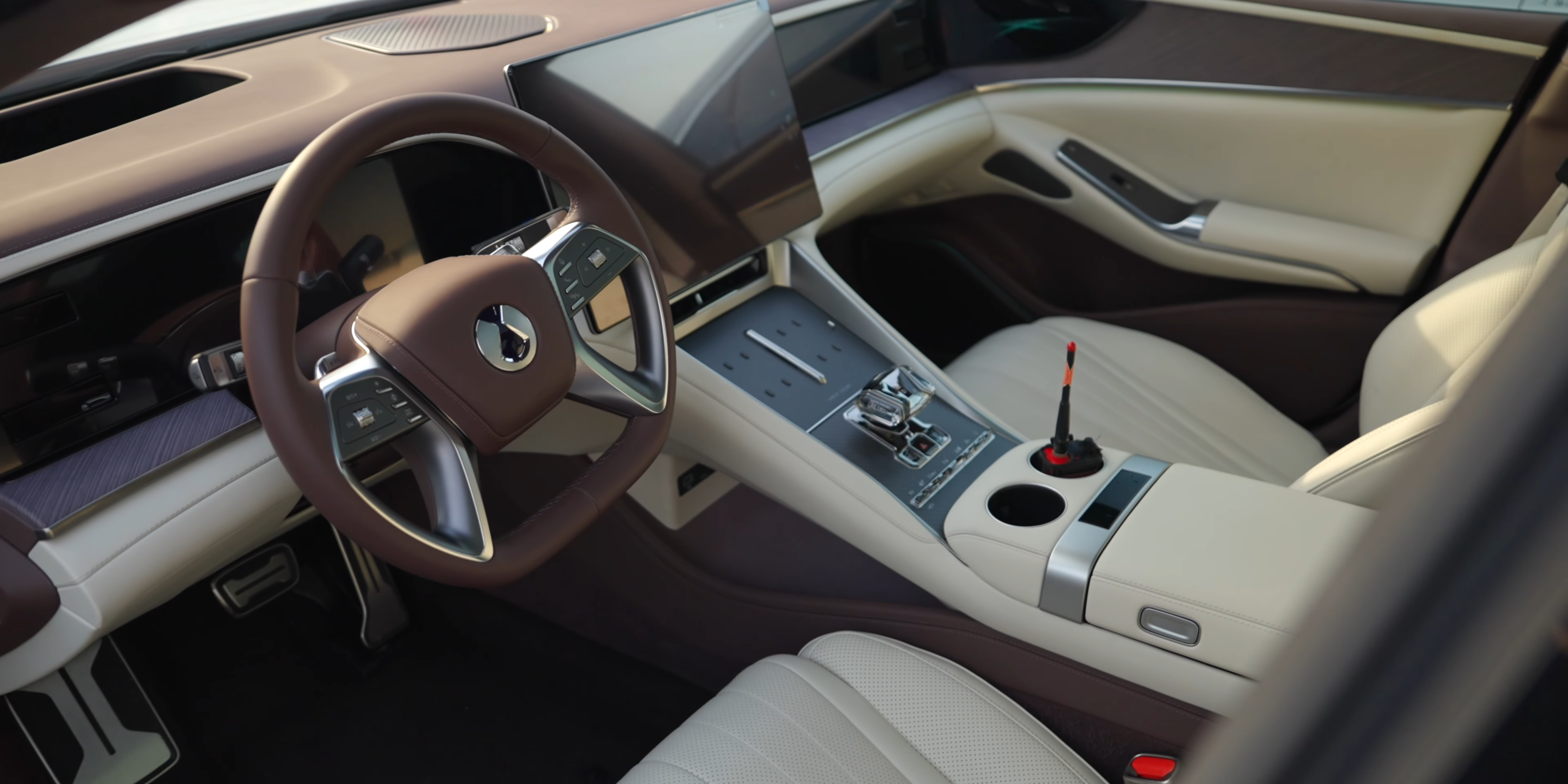
Innenraum
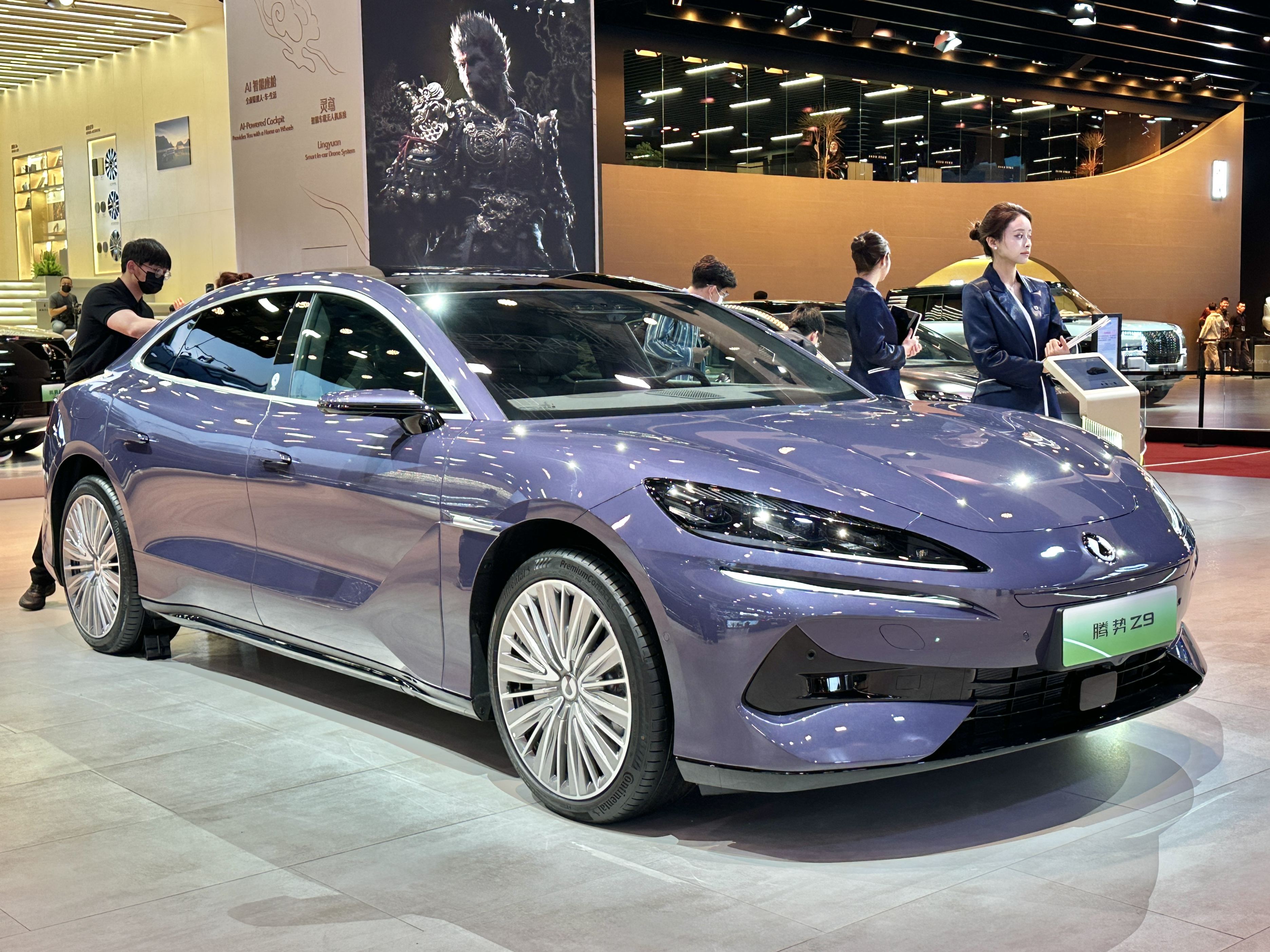
Denza Z9 auf der Shanghai Auto Show 2025
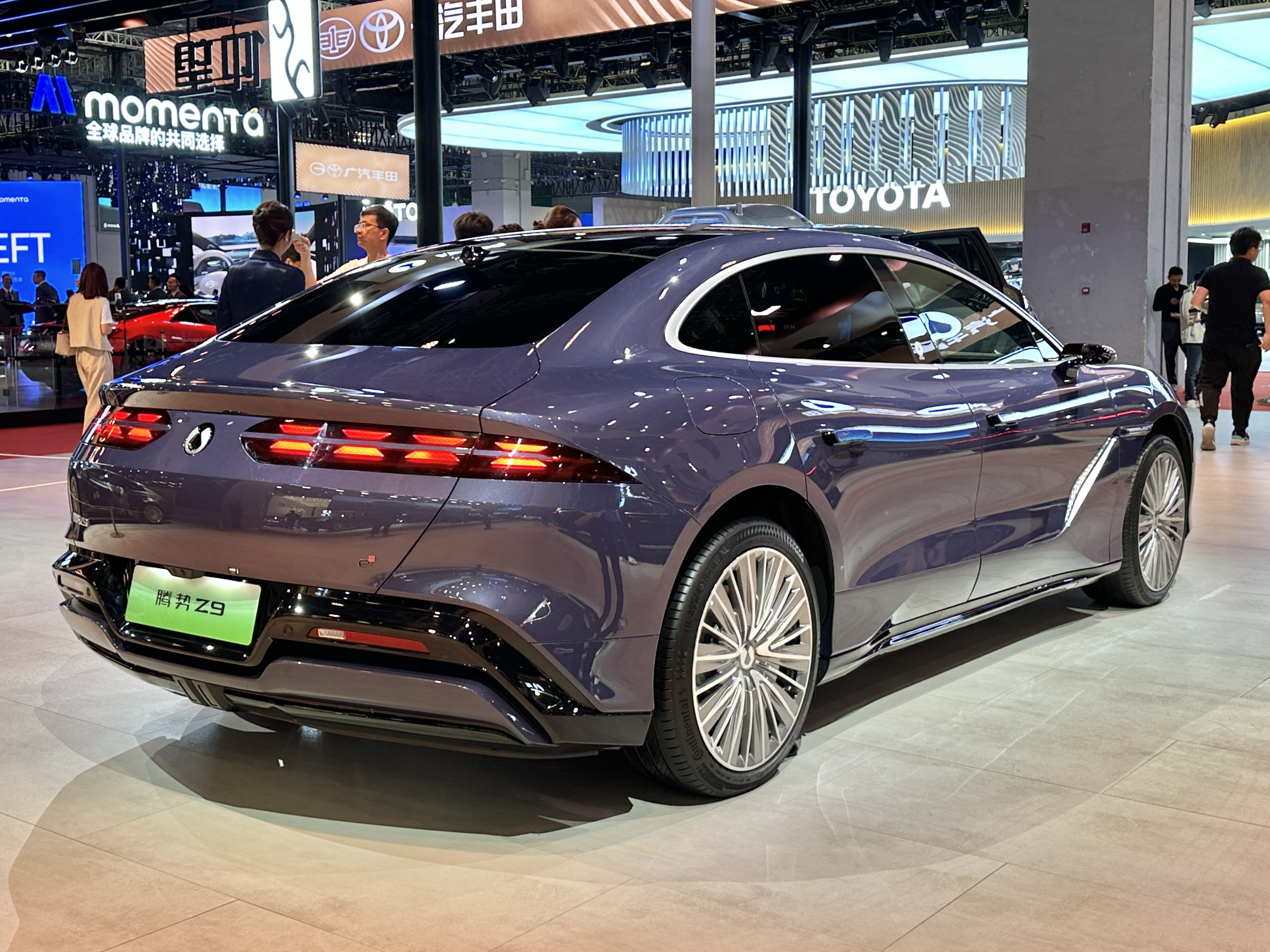
Heckansicht

## Technik
Die Seitenscheiben des 5,18 Meter langen Kombis sind rahmenlos, die Türgriffe versenkbar. Die Limousine ist wenige Zentimeter länger. Die Radgröße beträgt maximal 21 Zoll. Das Fahrzeug basiert auf der e3-Plattform von BYD. Den Antrieb gibt es als Plug-in-Hybrid mit einem 152 kW (207 PS) starken Zweiliter-Ottomotor und weiterer Leistung aus drei Elektromotoren sowie rein elektrisch in 800-V-Technik. Bei der elektrischen Version leistet ein Elektromotor vorn 230 kW (313 PS), an der Hinterachse leisten zwei Elektromotoren jeweils 240 kW (326 PS); zusammen ergibt sich eine Leistung von 710 kW (965 PS). Die Batterie stammt aus dem BYD-Konzern, nämlich von der Submarke FinDreams. Gemäß dem chinesischen CLTC-Zyklus werden für den rein elektrischen Z9 eine Reichweite von 630 km und für die Plug-in-Hybrid-Version 201 km genannt. Aus dem Stand soll die elektrische Version in 3,4 Sekunden auf 100 km/h beschleunigen, der Plug-in-Hybrid in 3,6 Sekunden. Die Höchstgeschwindigkeit wird mit 240 km/h (EV) bzw. 230 km/h (PHEV) angegeben.
Auf Wunsch ist eine Luftfederung erhältlich. Die Innenausstattung beinhaltet vorn und hinten einen Kühlschrank: der vordere fasst 4 Liter, der hintere 10 Liter.

## Technische Daten
| Kenngrößen                                      | EV                            | PHEV                            |
| ----------------------------------------------- | ----------------------------- | ------------------------------- |
| Bauzeitraum                                     | seit 09/2024                  | seit 09/2024                    |
| Motorkenndaten                                  |                               |                                 |
| Motortyp                                        | 3 Elektromotoren              | R4-Ottomotor + 3 Elektromotoren |
| Hubraum                                         | —                             | 1995 cm³                        |
| max. Leistung E-Motor vorn                      | 230 kW (313 PS)               | 200 kW (272 PS)                 |
| max. Leistung E-Motoren hinten                  | 480 kW (653 PS)               | 440 kW (598 PS)                 |
| max. Leistung Verbrennungsmotor                 | —                             | 152 kW (207 PS)                 |
| max. Systemleistung                             | 710 kW (965 PS)               | 640 kW (870 PS)                 |
| max. Drehmoment E-Motor vorn                    | 430 Nm                        | 315 Nm                          |
| max. Drehmoment E-Motoren hinten                | 720 Nm                        | 720 Nm                          |
| max. Drehmoment Verbrennungsmotor               | —                             | 325 Nm                          |
| max. Systemdrehmoment                           | 1150 Nm                       | 1035 Nm                         |
| Kraftübertragung                                |                               |                                 |
| Antrieb                                         | Allradantrieb                 | Allradantrieb                   |
| Getriebe                                        | Festes Übersetzungsverhältnis | Festes Übersetzungsverhältnis   |
| Messwerte                                       |                               |                                 |
| Leergewicht                                     | 2875–2895 kg                  | 2740–2780 kg                    |
| Höchstgeschwindigkeit                           | 240 km/h                      | 230 km/h                        |
| Beschleunigung, 0–100 km/h                      | 3,4 s                         | 3,6 s                           |
| Kraftstoffverbrauch auf 100 km (kombiniert)     | —                             | 0,9 l Super                     |
| Energieinhalt Lithium-Eisenphosphat-Akkumulator | 100 kWh                       | 38,5 kWh                        |
| Elektrische Reichweite nach CLTC                | 630 km                        | 201 km                          |
| Abgasnorm                                       | —                             | China VI                        |